# Ivan Rudolf (speleolog)
Ivan Rudolf, slovenski inženir rudarstva in speleolog, * 9. maj 1821, Lome, † (po ? 1863).
Rodil se je v kmečki družini v naselju Lome pri Črnem Vrhu nad Idrijo, umrl pa po letu 1863 neznano kje. Po končani gimnaziji v Gorici je študiral rudarstvo. Leta 1847 je nastopil službo rudniškega inženirja v Idriji, od 1854 pa je bil zaposlen pri rudniku v Rablju kot nadzornik v tamkajšnji topilnici.
V letih 1850−1854 je skupaj z nekaterimi idrijskimi rudarji spremljal po slovenskih kraških jamah češko-avstrijskega speleologa Adolfa Schmidla, opravljal zanj meritve in izdeloval jamske načrte. Sodeloval je zlasti pri raziskovanju podzemeljske Pivke v sistemu Postojnske jame, Planinske jame in Škocjanskih jamah, kjer je uspel prodreti do četrtega slapa Notranjske reke. Nanj spominja Rudolfov rov v Planinski jami in Rudolfova dvorana v Škocjanskih jamah. 